# Неа Камени
Неа Камени (грчки грч. ) је једно острва у групацији Киклада у Грчкој. Управно острво припада округу Киклади и Периферији Јужни Егеј. Неа Камени спада у тзв. мања острва Санторинија и припада општини Оја са седиштем на Санторинију.
Острво се налази пар километара западно од Санторинија и има око 3,4 km². Острво је младо и настало је после подземне ерупције у 16. веку, а последња ерупција била је 1950. године. Због тога је острво било и остало ненасељено. Због свог начина настанка острво је веома посећено од стране туриста са суседног Санторинија.
Овакав начин настака поткрепио је приче и расправе о могућем нестанку Атлантиде.